# 情報理論上の未解決問題
この記事では、情報理論上の未解決問題（じょうほうりろんじょうのみかいけつもんだい）を列挙している。これらは、情報源符号化 (source coding)と通信路符号化(Channel Coding）に分かれる。哲学上の未解決問題に関連する問題もある。

## 通信路符号化
- ネットワークの容量: 一般的なワイヤレス ネットワークの容量は不明である。AWGN チャネルやフェーディング チャネルなど、容量がわかっている特定のケースがある。[2]
- 放送チャンネルの容量: ブロードキャストチャンネルの容量、または1つの送信機が多数の受信機に情報を送信している場合は、いくつかの特定のケースで知られているものの、一般的には不明である。[3][4]
- 干渉チャネルの容量(2ユーザ):干渉チャネルの容量は、相互に干渉する2つの送信機と受信機のペアがある場合には、一般的には不明である。能力は特別なケースで知られている:強力な干渉体制、注射決定論。容量は、おおよその意味で、または、ブロック電力制約ごとの射出半決定論的な、添加用白色ガウスノイズの範囲内で知られている。
- 双方向チャネルの容量: 双方向チャネル (情報が同時に送信されるチャネル) の容量は不明である。[5][6]
- Alohaの容量: ALOHAnetは、容量がまだ不明である非常に単純なアクセス方式を使用している、いくつかの特別なケースで知られている。[7]
- 量子容量: 量子チャネルの容量は一般に知られていない。[8]

より完全なリストについては、カバーとゴピナートを参照。符号理論と関連分野には多くの未解決の問題がある。

## 情報源符号化
- 損失分散ソースコーディング: 相互に通信しないエンコーダーを使用して相関情報ソースを圧縮する最善の方法、各ソースを歪みメトリック内に保持する方法は不明である。